# 창원 소답동 김종영 생가
김종영 생가는 일제 강점기 1926년에 지어진 대한민국 창원시 소답동에 있는 전통 가옥이다. 2005년 9월 14일 등록문화재 제200호로 지정되었다. 안채를 중심으로 왼편에 아래채를 두었고, 오른편에는 곳간채를 두었으며, 안채의 정면에 대문을 두어 안채의 영역을 완성하였다. 안채의 평면 양식은 이 지역에서 흔히 볼 수 없는 ㄷ자 형태로 정면 5칸, 측면 4칸 규모이다.

## '고향의 봄'에서의  김종영 생가
이원수가  9살까지 소답동에 살며  새터의 서당을 다니면서 봐왔던 기와집 김종영 생가가 '울긋불긋 꽃 대궐'이란 가사로 표현된 것이다. 이원수는 1980년 한 잡지를 통해 소답리는 작은 마을이었지만 읍내에서 볼 수 없는 오래되고 큰 기와지붕의 부잣집이 있었다고 회상한바 있다.